# 小田桐奈々
小田桐 奈々（おだぎり なな、1990年2月18日 - ）は、日本のアイドル・YouTuber。着せ替えアイドル『放課後プリンセス』の元1期生メンバー（生徒会長・リーダー）。
東京都出身。愛称は、ななにゃん。

## 人物
趣味はゲームをする事と猫と遊ぶ事。特技は足で文字を書く事。猫を飼っており、自身のブログにも登場している。好きな食べ物はチョコレートで嫌いな食べ物はキノコ類とホイップクリーム。一人っ子である（自身のブログの記述による）。
2020年4月から、公募によるオーディションを経て「ななっぷる」名義でポケモンカードゲームの公式YouTubeチャンネルへの出演を開始。動画への出演に加えてポケモンカード関連の公式イベントでも選手へのインタビュアーを務めるなど「ポケカのおねえさん」として活動している。

## 出演

### 番組
- 「学生Heroes!」テレビ朝日
- 「お願い!ランキング」（テレビ朝日）
- 「ソフトくりぃむ」（テレビ朝日）
- 「Akiba.TV」
- 「ハジメタ!」（WOWOW）

### YouTubeチャンネル
- 【公式】ポケモンカードチャンネル（ななっぷる名義）

### ミュージックビデオ
- Rhythmic Toy World「ニジラルド」

## 作品

### 写真集
- ナナイロ（2018年8月25日、ワニブックス、撮影：松田忠雄）ISBN 978-4847081446